# Gluyas Williams
Pour les articles homonymes, voir Williams.
Gluyas Williams, né le 23 juillet 1888 à San Francisco et mort le 13 février 1982 à Newton dans le Massachusetts, est un dessinateur américain connu pour son travail pour le New Yorker et d'autres magazines importants. Il a aussi des dessins pour des quotidiens dont le Boston Globe.

## Biographie
Gluyas Williams naît le 23 juillet 1888 à San Francisco. Il est le fils de Robert et Virginia Williams et a une sœur aînée, Kate Carew,. Son nom (prononcé Glou-yass) est un hommage à ses origines cornouaillaises. En 1911, il est diplômé es-arts à l'université Harvard. À l'université il fait partie du Harvard Lampoon.
Ses dessins en noir et blanc sont clairs et ses thèmes de prédilection sont l'actualité quotidienne comme la Prohibition. Son strip est intitulé  “The World At Its Worst”. Son travail paraît dans Life, Collier's, The Century Magazine et le New Yorker. Il est aussi publié dans des journaux comme le Plain Dealer. Il prend sa retraite en 1953.
Il meurt le 13 février 1982 à Newton.

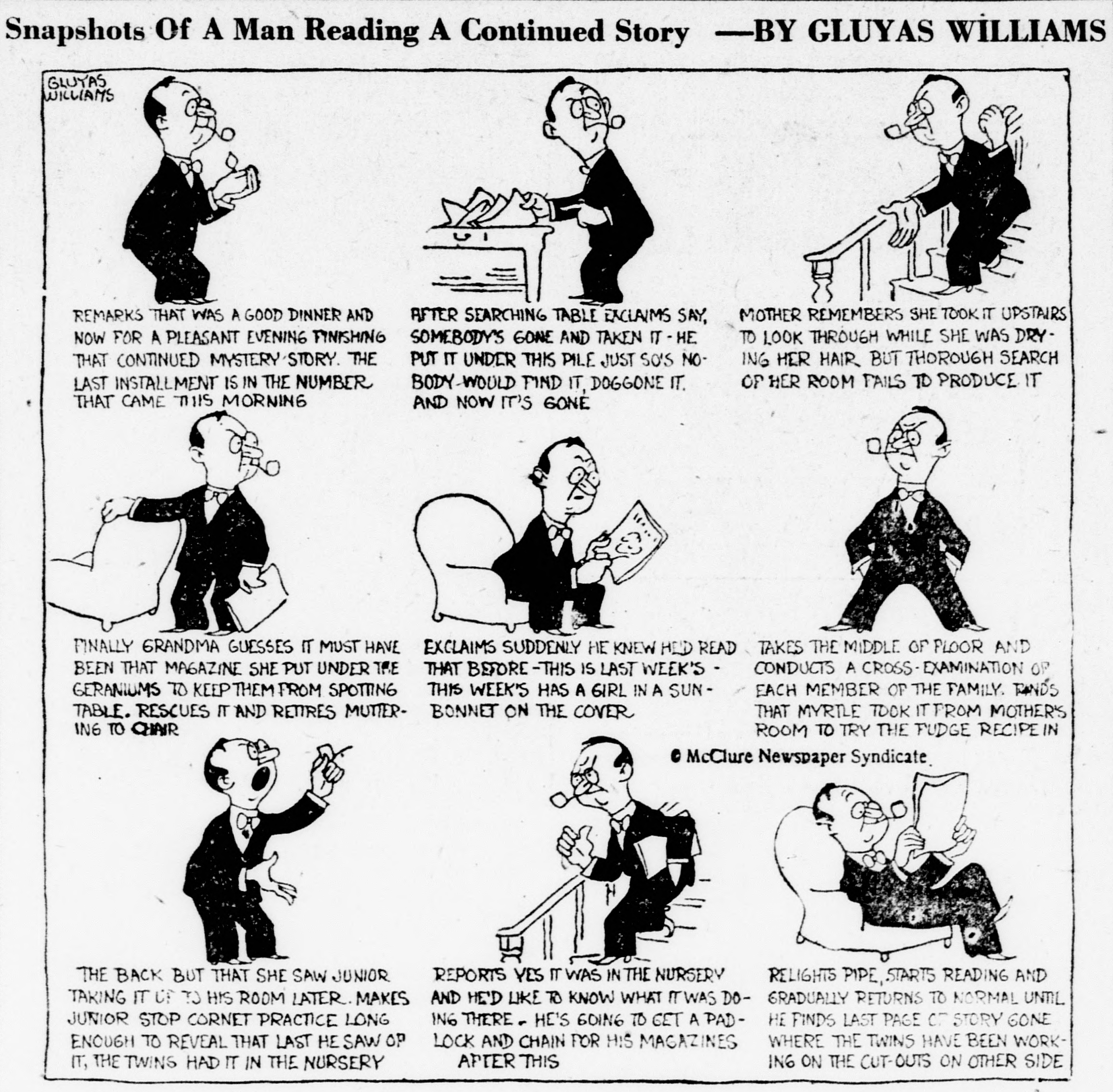
Snapshots of a Man Reading a Continued Story, by Williams (1924)

## Publications en volumes
Des recueils de ses dessins sont publiés  :
- The Gluyas Williams Book (1929)
- Fellow Citizens (1940)
- The Gluyas Williams Gallery (1957)

Il a aussi illustrés des livres de Robert Benchley et le Père de la mariée d'Edward Streeter (en).